# Echinospermum calycosum
Echinospermum calycosum là loài thực vật có hoa trong họ Mồ hôi. Loài này được (Rydb.) K. Schum. mô tả khoa học đầu tiên năm 1903.